# Henri de Foucaucourt
Pour les autres membres de la famille, voir Famille Morel (de Foucaucourt et de Boncourt).
Le baron Henri Morel de Foucaucourt est un officier, aventurier et banquier français, né au château de Belloy-en-Santerre le 21 avril 1906 et mort le 23 novembre 1996.

## Biographie

### Famille
D'une famille d'officiers, il est le fils d'Édouard Morel de Foucaucourt (1867-1929), officier d’infanterie, et d’Andrée d’Aubigny (1871-1909), elle-même fille du général Arsène d'Aubigny et petite fille du maréchal Edmond Le Bœuf, ministre de la guerre. Henry est par ailleurs le frère de l’aviateur Jean de Foucaucourt (1896-1939).
En 1940, il se marie avec Charlotte Goüin, fille du commandant Émile Goüin et arrière petite-fille d'Eugène Goüin ; le couple a trois enfants, dont une fille Marie-Christine Morel de Foucaucourt qui épousa Alexander Jordis-Lohausen.

### Carrière militaire
Sorti de l'École militaire de Saint-Cyr en 1925, il fut envoyé en Syrie pour assurer la sécurité du Djébel el-Druze en commandant des partisans Druzes contre les Anglais.
Durant la Seconde Guerre mondiale, après l'armistice, il prend part à la formation de l'Armée de Revanche et fait partie de l'organisation de résistance de l'armée (ORA).
Il rejoint les troupes de l'Afrique française du Nord qui, pauvrement équipée, va bloquer les chars allemands lors de la campagne de Tunisie.
Lors de la campagne d'Italie, il commande une compagnie du 8e régiment de tirailleurs marocains, et se comporte héroïquement à la bataille de Monte Cassino, à la tête de la seule unité qui cassa la position allemande incluant Cassino et couvrant Rome. Il prend ensuite part à la campagne de France à la tête du groupe des commandos de France.
En novembre 1990, il inaugurera en personne la place des Commandos et du Commandant Henri de Foucaucourt, à Masevaux

### Carrière professionnelle
En 1948, alors colonel de cavalerie, il quitte l'armée pour reprendre la direction de la Banque Goüin à Tours (banque de la famille de son épouse, Charlotte Goüin). Il rejoint également le conseil de surveillance du groupe Prouvost.
Il devient également vice-président de la société paternelle de la Colonie pénitentiaire de Mettray.
Il se consacre aussi au journalisme et réalise entre autres des reportages en Amérique du Sud comme correspondant pour Le Monde et le Correo de Manha.

### L'expédition au Pôle Nord
À soixante ans, alors retiré en Touraine, il donne tout ce qu'il possède et part plusieurs années se consacrer aux Eskimos dans les déserts glacés du Pôle Nord. Régulièrement, il envoya des chroniques sur les Inuits publiées dans La Nouvelle République du Centre-Ouest.

### Vocation religieuse
Revenu en France, il devient bénédictin de l'abbaye de Solesmes, puis du monastère de Keur Moussa au Sénégal, où il se consacra aux populations souffrantes du Sahel sénégalais et où il dirigea une fabrique de fromages au lait de zébu, pendant cinq ans.
Au bout de quelques années, il rentre en Touraine.

## Œuvres
- Naissance du mythe gaulliste, Éditions de Chiré, 1984.

## Sources
- Christine Jordis, Une vie pour l'impossible, Gallimard, 2012.
- Maja Destrem, Les Commandos de France, Fayard, 1982